# ۱۷۰ ماریا

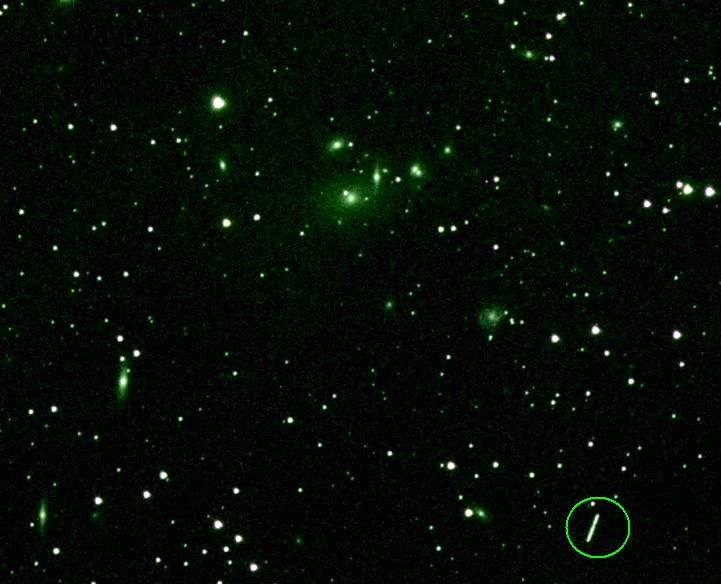
نمایی از سیارک ۱۷۰ ماریا (پایین تصویر، دایرهٔ راست) در منظومهٔ خورشیدی - ۲۰۱۰

سیارک ۱۷۰ (به انگلیسی: 170 Maria) صد و هفتادمین سیارک کشف شده‌است که در ۱۰ ژانویه ۱۸۷۷ کشف شد.
قدر مطلق سیارک برابر ۹٫۳۹ است.